# كيإيسوكي ماكينو
كيإيسوكي ماكينو (باليابانية: 牧野 景輔) (11 أبريل 1969 في هيوغو في اليابان – )؛ هو لاعب كرة قدم ياباني سابق كان يلعب كمهاجم.

## وصلات خارجية
- كيإيسوكي ماكينو على موقع رابطة كرة القدم اليابانية للمحترفين (اليابانية)
- كيإيسوكي ماكينو على موقع عالم كرة القدم.نت (الإنجليزية)